# Mare de Déu del Roser de Conill
La Mare de Déu del Roser de Conill és l'església del despoblat de Conill, al municipi de Tàrrega (Urgell), protegida com a bé cultural d'interès local.

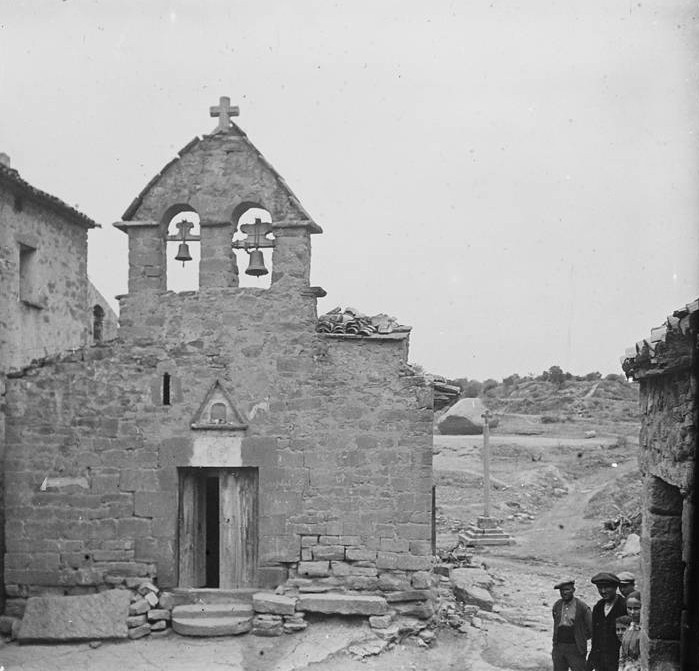
L'església de Conill el 1916

## Descripció
És datada per una façana construïda a base de carreus de pedra tallada disposada en filades regulars. La porta d'entrada és allindada i està coronada per un motiu escultòric triangular. El campanar que centra i corona la façana és d'espadanya amb dos ulls. Al capdamunt s'hi adossa una creu.

## Història
Un document de 1151 diu que l'església de Conill pertanyia a la canònica de Solsona.